# Bistum Cruz das Almas
Das Bistum Cruz das Almas (lateinisch Dioecesis Crucis Animarum, portugiesisch Diocese de Cruz das Almas) ist eine in Brasilien gelegene römisch-katholische Diözese mit Sitz in Cruz das Almas im Bundesstaat Bahia. 

## Geschichte

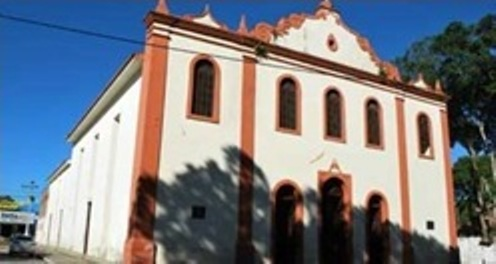
Kathedrale Nossa Senhora do Bom Sucesso

Das Bistum Cruz das Almas wurde am 22. November 2017 durch Papst Franziskus aus Gebietsabtretungen des Erzbistums São Salvador da Bahia errichtet und diesem als Suffraganbistum unterstellt. Erster Bischof wurde Antônio Tourinho Neto.
Das Territorium des Bistums umfasst die Municipios Cruz das Almas, Cabaceiras do Paraguaçu, Cachoeira, Governador Mangabeira, Maragogipe, Muritiba, Santo Amaro, São Félix, Sapeaçu und Saubara.